# Peter Godwin
Pour les articles homonymes, voir Godwin.
Peter Godwin est un écrivain né en 1957 en Rhodésie du Sud (aujourd'hui le Zimbabwe), de parents d'origine anglaise et juive polonaise. 

## Biographie
Il a écrit ses mémoires, Mukiwa: A White Boy in Africa, publié en 1996. Il y parle de son enfance en Rhodésie pendant les années 1960 et 1970, de la désintégration de la Rhodésie et de son temps passé en tant que soldat pendant la Seconde Chimurenga, la guerre entre les autorités blanches et les Noirs. Le livre gagna le prix Apple/Esquire/Waterstones et le prix Orwell.
En 2006 il publie ses secondes mémoires, When a Crocodile Eats the Sun, qui parle de la fin de la vie de son père sur fond du déclin actuel du Zimbabwe.
Il a été le correspondant étranger pour le Sunday Times de Londres et plus tard il réalisa des documentaires pour la BBC. Il a enseigné à l'université de Princeton et travaille aujourd'hui au New School de New York.

## Œuvres

### Livres
- (en) Rhodesians Never Die: The Impact of War and Political Change on White Rhodesia c. 1970-1980, en collaboration avec Ian Hancock, Oxford University Press, 1993
- (en) Mukiwa: A White Boy in Africa, Picador, 1996,  (ISBN 0330450107)
- (en) The Three of Us: A New Life in New York, en collaboration avec Joanna Coles, HarperCollins & St Martin's Press, 1999,  (ISBN 0312266677)
- (en) Wild at Heart: Man and Beast in Southern Africa, avec photographies de Chris Johns, National Geographic Books, 2002,  (ISBN 0792269055)
  - (fr) Afrique australe : l'avenir d'un monde sauvage, National Geographic Books, 2003,  (ISBN 2845820917)
- (en) When a Crocodile Eats the Sun, Picador, 2007,  (ISBN 0330433695)

### Cinéma
- Africa Unmasked, documentaire, 2002